# 11370 Nabrown
A 11370 Nabrown (ideiglenes jelöléssel 1998 QD35) a Naprendszer kisbolygóövében található aszteroida. A LINEAR projekt keretében fedezték fel 1998. augusztus 17-én.